# Irak op de Olympische Zomerspelen 1948
Irak debuteerde op de Olympische Spelen tijdens de Olympische Zomerspelen 1948 in Londen, Engeland. Het zou ontbreken op de volgende twee edities. Irak won geen medailles.

## Deelnemers en resultaten
(m) = mannen, (v) = vrouwen 

### Atletiek
| Olympiër   | Discipline | Resultaat | Prestatie             |
| ---------- | ---------- | --------- | --------------------- |
| Ali Salman | 100m (m)   | series    | serie 7: 6de in 11,90 |
| Ali Salman | 200m (m)   | series    | serie 4: 6de          |
| Ali Salman | 400m (m)   | 53e       | serie 3: 5de in 56,8  |

### Basketbal
| Olympiër | Discipline | Resultaat | Prestatie |
| --- | ---------- | --------- | --- |
| Hashim Awni Kanaan Kadir Irfan Ali Salman Salih Faraj George Hanna Hamid Ahmed Wadud Khalil Mahdi Salman Yonan Emile | mannen     | 22e       | groep B: 6de V van Filipijnen: 30-102 V van Chili: 18-100 V van België: 20-98 V van Zuid-Korea: 20-120 V van Republiek China: 25-125 17-23ste plek: V van Italië: 28-77 21-23ste plek: V van Zwitserland: 0-2 |

| Groep B |                 |             |             |             |            |            |            |        |
| #       | Land            | Wedstrijden | Wedstrijden | Wedstrijden | Doelpunten | Doelpunten | Doelpunten | Punten |
| #       | Land            | G           | W           | V           | V          | T          | Saldo      | Punten |
| 1       | Zuid-Korea      | 5           | 3           | 2           | 258        | 152        | +106       | 8      |
| 2       | Chili           | 5           | 3           | 2           | 269        | 162        | +107       | 8      |
| 3       | België          | 5           | 3           | 2           | 234        | 156        | +78        | 8      |
| 4       | Republiek China | 5           | 3           | 2           | 281        | 202        | +79        | 8      |
| 5       | Filipijnen      | 5           | 3           | 2           | 261        | 200        | +61        | 8      |
| 6       | Irak            | 5           | 0           | 5           | 113        | 545        | -432       | 5      |

| Ronde         | Plaats | Land   | Score           | Land |
| ------------- | ------ | ------ | --------------- | ---- |
| Groepsfase    |        |        |                 |      |
| Londen        | Irak   | 30-102 | Filipijnen      |      |
| Londen        | Irak   | 18-100 | Chili           |      |
| Londen        | Irak   | 20-98  | België          |      |
| Londen        | Irak   | 20-120 | Zuid-Korea      |      |
| Londen        | Irak   | 25-125 | Republiek China |      |
| 17-23ste plek |        |        |                 |      |
| Londen        | Irak   | 28-77  | Italië          |      |
| 21-23ste plek |        |        |                 |      |
| Londen        | Irak   | 0-2    | Zwitserland     |      |

Afghanistan · Argentinië · Australië · België · Bermuda · Birma · Brazilië · Brits-Guiana · Canada · Ceylon · Chili · Colombia · Cuba · Denemarken · Egypte · Filipijnen · Finland · Frankrijk · Griekenland · Groot-Brittannië · Hongarije · Ierland · IJsland · India · Irak · Iran · Italië · Jamaica · Joegoslavië · Libanon · Liechtenstein · Luxemburg · Malta · Mexico · Monaco · Nederland · Nieuw-Zeeland · Noorwegen · Oostenrijk · Pakistan · Panama · Peru · Polen · Portugal · Puerto Rico · Republiek China · Singapore · Spanje · Syrië · Trinidad en Tobago · Tsjecho-Slowakije · Turkije · Uruguay · Venezuela · Verenigde Staten · Zuid-Afrika · Zuid-Korea · Zweden · Zwitserland